# Omaza

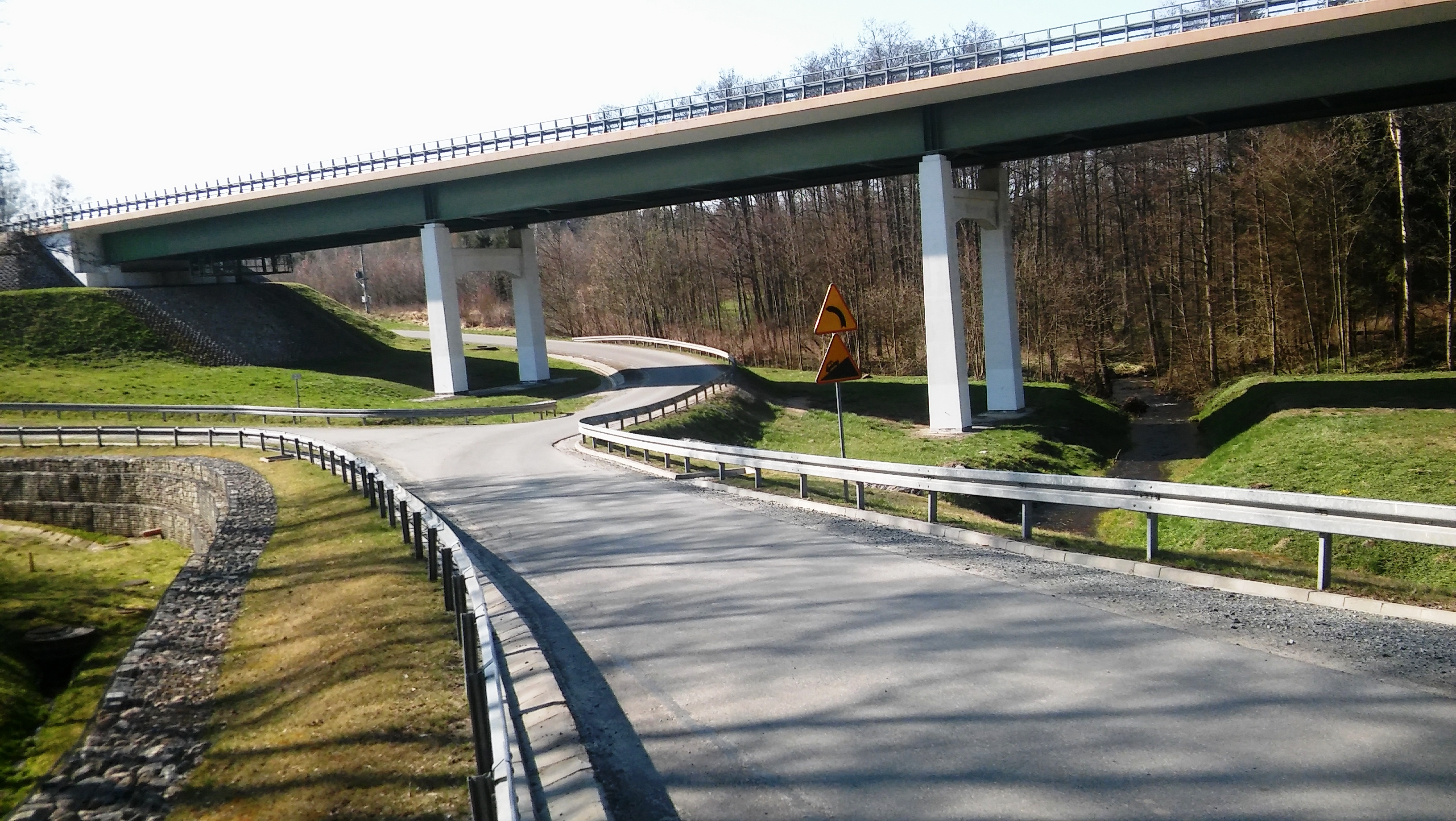
Wybudowany w roku 2000 most na rzece Omazie o długości 400 m, od 24 września 2008 roku biegnie po nim droga ekspresowa S22.

Omaza (ros. Игнатьевка) – rzeka w Polsce w województwie warmińsko-mazurskim i w Rosji, prawobrzeżny dopływ Banówki, o długości 27,4 km.
Źródła cieku znajdują się w wąskim wąwozie na zachód od wsi Lutkowo. Rzeka trzykrotnie przekracza granicę polsko-rosyjską, nim opuści Polskę, przy czym większa część długości rzeki przypada na terytorium Polski. Na całej długości jest to nieuregulowany, bystry strumień, płynący zalesioną doliną w otoczeniu pól i nieużytków. W Omazie dominującą rybą jest pstrąg potokowy, pochodzący z naturalnego tarła. Prócz pstrąga w rzece występują jeszcze takie ryby jak: głowacze, strzeble i ślizy.
Pomiędzy Grzechotkami i Pęciszewem na zachód od nieistniejącego PGR-u Sarniki w pobliżu ujścia bezimiennego cieku do Omazy znajduje się głaz narzutowy zwany dawniej Teufelstein. Jest to szary, grubokrystaliczny granit. Wymiary głazu: obwód 12 m, wysokość 2,15, długość 4,2 m i szerokość 3,2 m. Od 1961 jest to pomnik przyrody (Dec. Nr RXII. 283/61 Prez. WRN w Olsztynie z 27.11.1961).

## Galeria

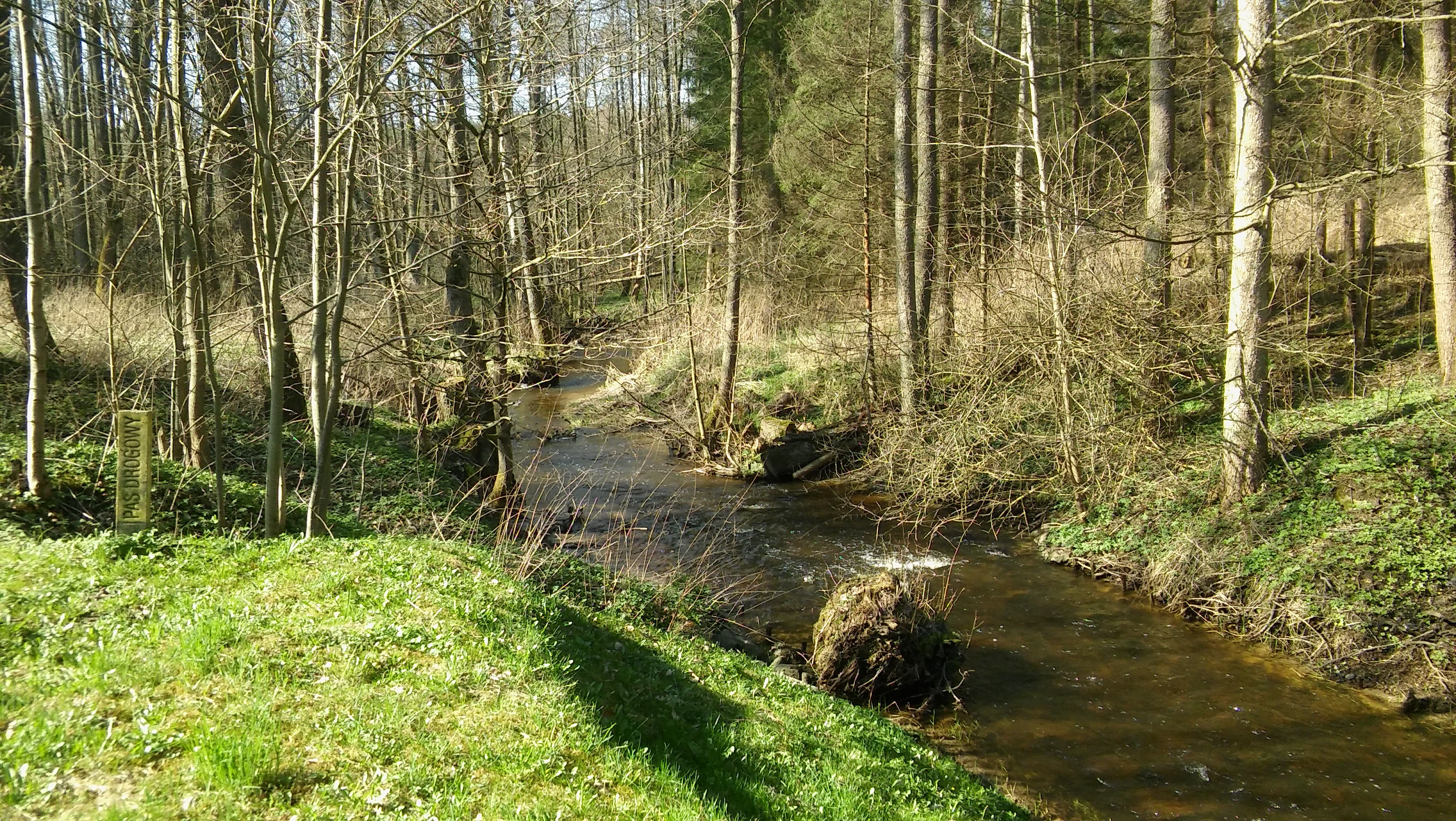
Omaza przy drodze S22
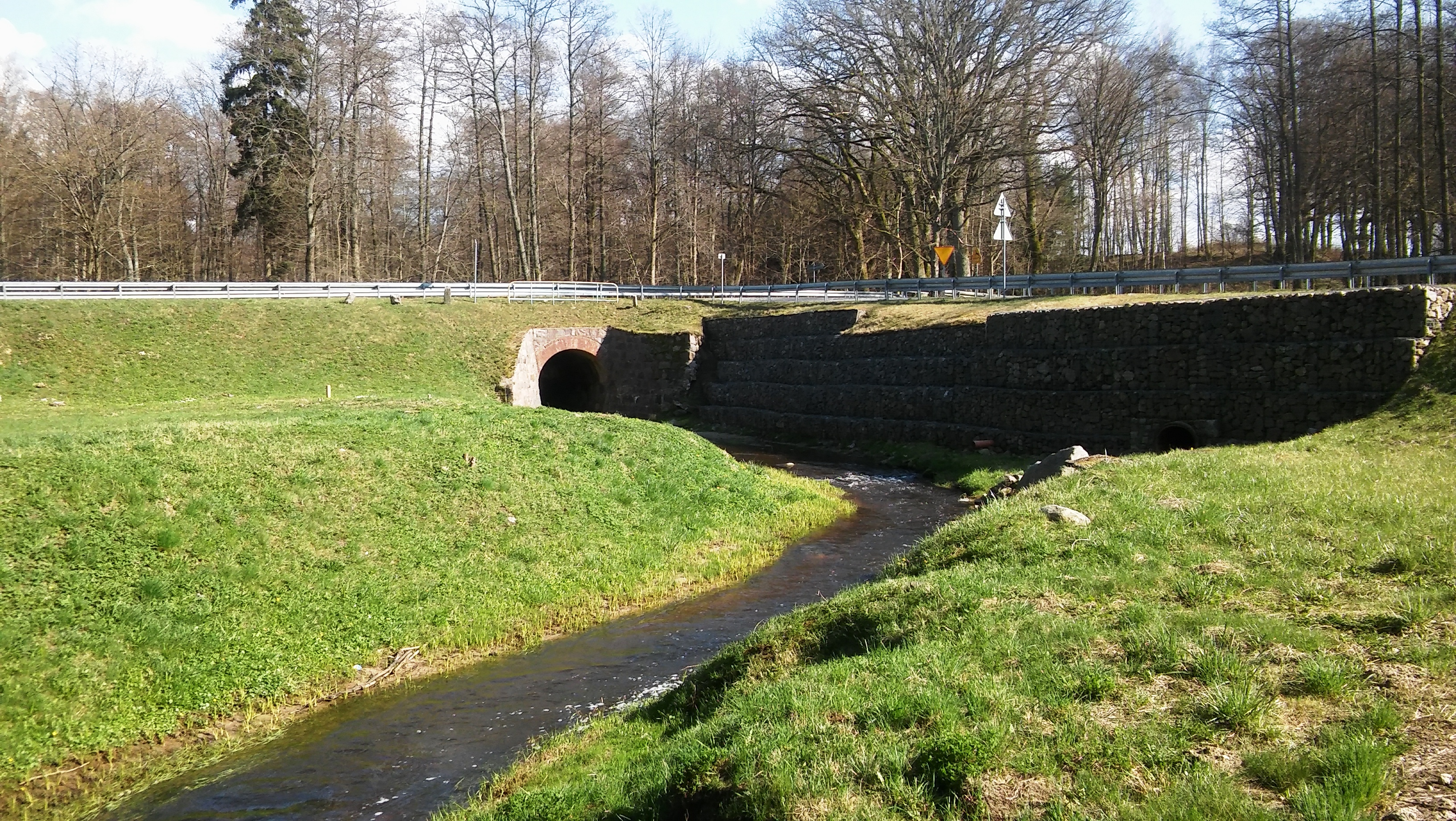
Omaza przy drodze S22
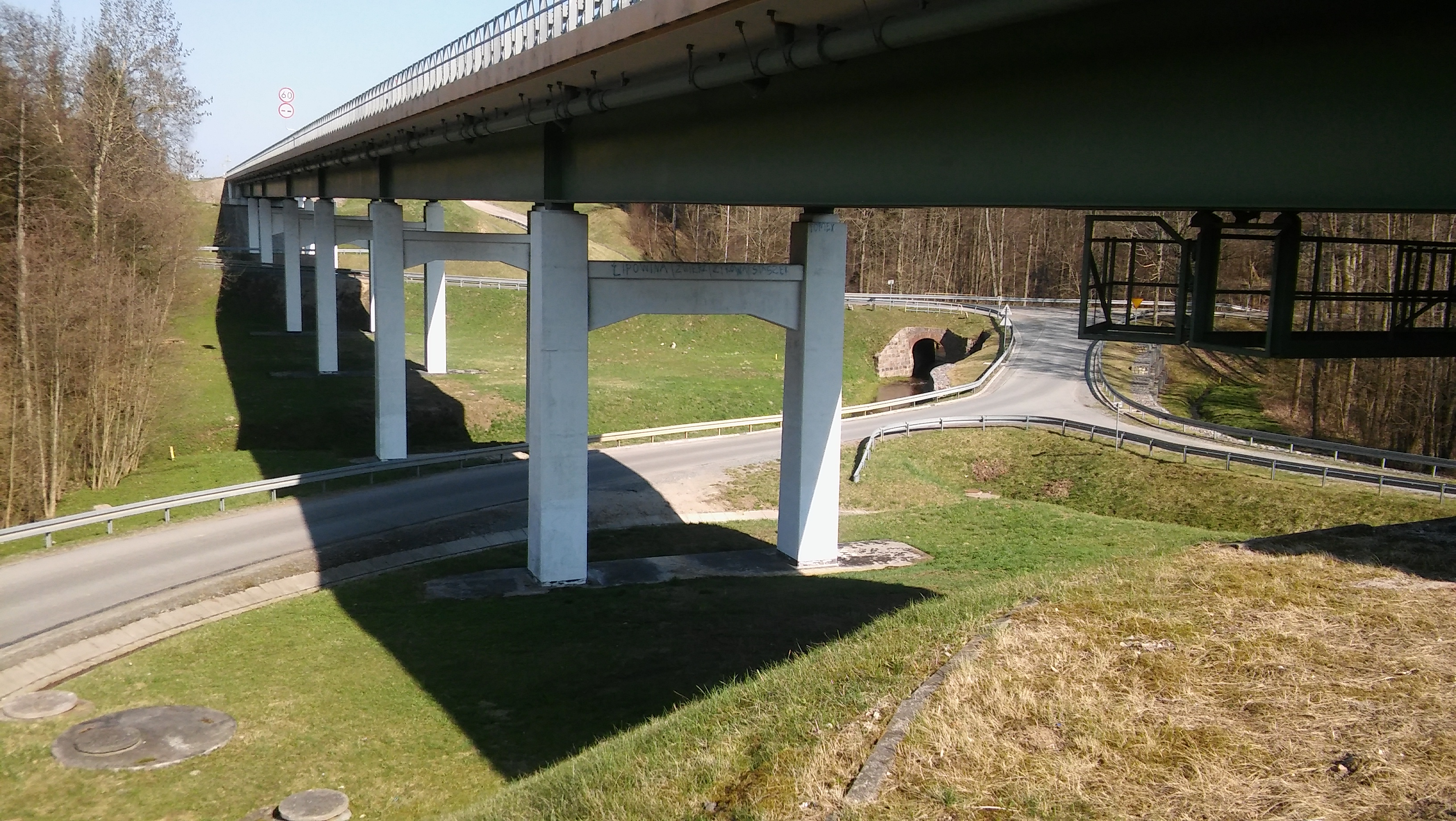
Omaza pod mostem przy S22
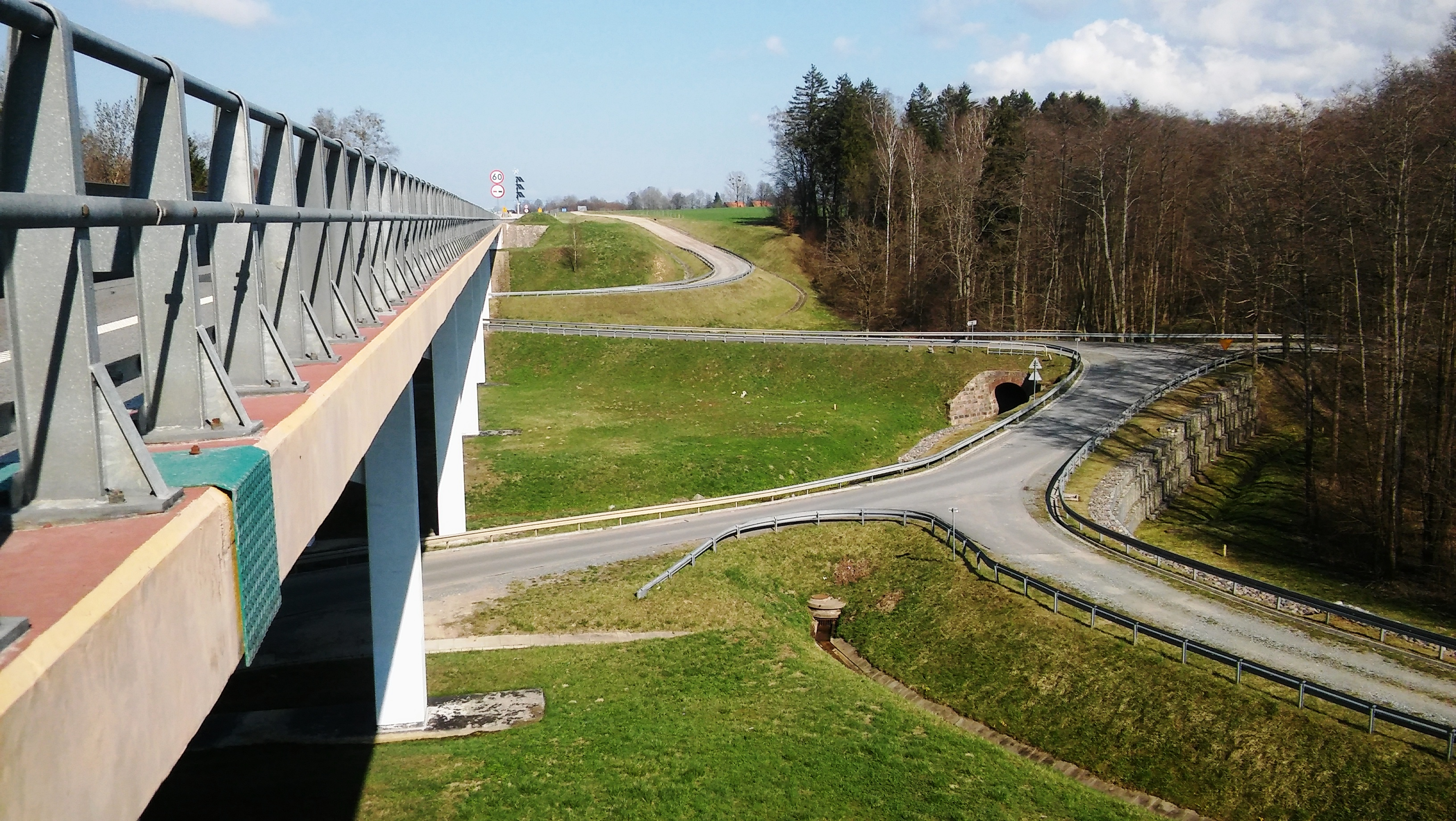
400-metrowy most na Omazie